# گربه‌ماهی نفس‌کش
گربه‌ماهی نفس‌کش (نام علمی: Clariidae) نام یک تیره از راسته گربه‌ماهی‌سانان است.